# Edifici de la Federació Obrera
L'Edifici de la Federació Obrera (popularment coneguda com la Fede) és un edifici del municipi de Molins de Rei protegit com a bé cultural d'interès local. L'entitat, creada amb el nom de Federació Local de Societats Obreres de Molins de Rei, va ser fundada l'any 1915 però l'edifici és de l'any 1922. L'exterior, d'obra vista, presenta elements que denoten la influència que exercí el modernisme en l'obra de Cèsar Martinell. Destaca especialment el balcó central, de formes gaudinianes.

## Descripció
Edifici de dos pisos dividit en tres cossos verticals separats per finestres allargades que recorren la façana verticalment. La planta baixa del cos central consta de porta d'accés amb una finestra trilobada a cada costat i separades de la porta per una columna amb capitell floral. Al primer pis destaca la tribuna amb cúpula parabòlica, que queda ressaltada pel balcó que fa de marquesina, així com el carener central que sobrepuja esglaonadament. El cossos laterals són simètrics, a la planta baixa destaca un gran finestral i al primer pis una finestra amb balconada.

## Història
La Federació Local de Societats Obreres de Molins de Rei es va constituir l'any 1915, fruit de la unió de tres societats: la Llar Obrera, l'Aliança d'Obrers Paletes i la Societat d'Agricultors. L'any 1918 l'entitat va passar a dir-se Federació Obrera de Molins de Rei. Els objectius de la societat eren la unitat dels obrers progressistes al voltant de principis com la instrucció, la solidaritat, el treball i la justícia. A més, les persones afiliades gaudien d'un sistema de suport mutualista.
El paper de la Federació Obrera en la vida local va créixer alhora que el nombre dels seus membres i els serveis que els prestava: sala-cafè, cuina, biblioteca, forn de pa, billars, sala d'espectacles... Això va motivar que l'any 1921 s'encarregués el projecte d'una seu social a l'arquitecte modernista Cèsar Martinell i Brunet. L'edifici va ser inaugurat l'any 1922 durant la Festa Major.
El període de la dictadura de Primo de Rivera va implicar una aturada del procés d'expansió de la Federació Obrera, però les eleccions municipals del 12 d'abril de 1931 van veure l'inici d'un nou procés de recuperació. Malgrat haver-se declarat com una associació apolítica, la Federació Obrera va decidir presentar una llista de candidats a aquells comicis i aquesta candidatura en va resultar guanyadora, fet que es va repetir en les convocatòries successives.
L'any 1936, en esclatar la Guerra Civil, la Comissió del Govern de la Federació Obrera, juntament amb la Junta Directiva de la secció de Molins de Rei de la Unió Socialista de Catalunya, decideixen per unanimitat constituir la Federació Obrera com a Casal Socialista i adherir-se al PSUC. Malgrat les dificultats la societat continuarà desenvolupant les tasques de mutualitat.
En acabar la guerra, la dictadura franquista va confiscar l'edifici de la Federació Obrera, que va passar a denominar-se El Hogar del Productor; posteriorment, l'any 1943 s'hi van instal·lar les dependències de la Central Nacional Sindicalista, l'anomenat Sindicat Vertical, que perdurarà fins a l'arribada de la democràcia.
A partir de 1977 s'inicia el procés de reclamació de la devolució de l'edifici al govern de l'Estat que es feu efectiva el dia 4 de desembre de 1997 amb la cessió definitiva i gratuïta de la Federació Obrera a l'Associació Obrera i aquesta, al seu torn, a l'Ajuntament de Molins de Rei, que passava a ser-ne el propietari, tot comprometent-se a donar-li un ús social.

## Museu
Antic edifici modernista de la Federació Obrera de Molins de Rei. Edifici patrimonial que ha estat rehabilitat per acollir-hi diversos equipaments culturals, entre els quals hi ha un centre d'interpretació sobre la Segona República. Una exposició permanent explica els valors democràtics i modernitzadors republicans i fa especial atenció a l'activitat cooperativa de les classes obreres. El centre també explica la reivindicació ciutadana per recuperar l'edifici confiscat durant la dictadura franquista i no retornat al poble fins ben entrada la democràcia.
Des del Museu Municipal de Molins de Rei s'ofereixen també diferents itineraris culturals a través del patrimoni històric del municipi (edificis representatius d'època, etc.). Un altre municipi del Baix Llobregat, l'Hospitalet de Llobregat, acull Can Riera, un centre d'interpretació destinat a difondre de manera didàctica el moviment obrer i antifranquista que es va desenvolupar al municipi al final de la dictadura.